# Kiliany
Kiliany (niem. Kiliannen) – wieś w Polsce położona w województwie warmińsko-mazurskim, w powiecie oleckim, w gminie Kowale Oleckie.
W latach 1975–1998 miejscowość administracyjnie należała do województwa suwalskiego.
Wieś czynszowa założona na prawie chełmińskim w 1561 r. na 35 włókach. Zasadźczy, pochodzący ze starostwa ełckiego, Michał Kilian i Piotr Buczko nabyli od starosty książęcego cztery włóki sołeckie. Przywilej lokacyjny odnowił książę Jan Zygmunt w 1616 roku. W tym czasie wieś tę zamieszkiwali sami Polacy.
Kiliany należały do parafii w Szarejkach. Jednoklasowa szkoła powstała w 1825 r. Najbliższa poczta znajdowała się w Stożnem, a urząd stanu cywilnego w Kowalach Oleckich.
W 1938 r. we wsi było 166 mieszkańców.